# Plectranthias winniensis
Plectranthias winniensis är en fiskart som först beskrevs av Tyler, 1966.  Plectranthias winniensis ingår i släktet Plectranthias och familjen havsabborrfiskar. Inga underarter finns listade i Catalogue of Life.
Denna fisk når en längd av 4 cm. Den har en orange framsida och baksidan är täckt av röda tvärstrimmor. I ryggfenan finns 10 taggstrålar och 16 till 17 mjukstrålar. Analfenan har 3 taggstrålar och 7 mjukstrålar.
Arten har flera från varandra skilda populationer i Indiska oceanen och Stilla havet. Den vistas nära öar och korallrev och den simmar vanligen 20 till 58 meter under havsytan. Exemplaren lever ensam eller i små grupper.
För beståndet är inga hot kända. IUCN listar arten som livskraftig (LC).